# Нидерзахсверфен
Нидерзахсверфен (њем. Niedersachswerfen) општина је у њемачкој савезној држави Тирингија. Једно је од 32 општинска средишта округа Нордхаузен. Према процјени из 2010. у општини је живјело 3.241 становника. Посједује регионалну шифру (AGS) 16062038.

## Географски и демографски подаци
Нидерзахсверфен се налази у савезној држави Тирингија у округу Нордхаузен. Општина се налази на надморској висини од 210 метара. Површина општине износи 11,8 km². У самом мјесту је, према процјени из 2010. године, живјело 3.241 становника. Просјечна густина становништва износи 275 становника/km².

## Међународна сарадња
| Мјесто  | Држава    | Врста сарадње | Од    |
| ------- | --------- | ------------- | ----- |
| Монстер | Холандија | партнерство   | 1992. |
| Извор   |           |               |       |